# Asosiasi Industri Rekaman Indonesia
Die Asosiasi Industri Rekaman Indonesia (kurz ASIRI, indonesisch für „Verband der Musikindustrie in Indonesien“) ist eine Interessengemeinschaft, die Unternehmen aus der Musikindustrie Indonesiens repräsentiert. Die Organisation wurde 1978 gegründet und umfasst zurzeit 72 Mitglieder wie unter anderem Sony Music, Universal Music oder Warner Music, die 95 % des indonesischen Musikmarktes abdecken. Vorsitzender der ASIRI ist Gumilang Ramadhan. Die Organisation mit Sitz in Süd-Jakarta ist die indonesische Landesgruppe der IFPI (International Federation of the Phonographic Industry).

## Verleihungsgrenzen der Tonträgerauszeichnungen
| Gold      | 75.000  | 35.000  |
| Platin    | 150.000 | 75.000  |
| 2× Platin | 300.000 | 150.000 |
| …         |         |         |

| Auszeichnung | bis 31. Dezember 2006 | 1. Januar 2007 bis 31. Dezember 2008 | 1. Januar 2009 bis 31. Dezember 2011 | seit 1. Januar 2012 bis 30. November 2016 | seit 1. Dezember 2016 |
| ------------ | --------------------- | ------------------------------------ | ------------------------------------ | ----------------------------------------- | --------------------- |
| Gold         | 25.000                | 20.000                               | 10.000                               | 5.000                                     | 500.000.000 Rp        |
| Platin       | 50.000                | 40.000                               | 15.000                               | 10.000                                    | 1.000.000.000 Rp      |
| 2× Platin    | 100.000               | 80.000                               | 30.000                               | 20.000                                    | 2.000.000.000 Rp      |
| …            |                       |                                      |                                      |                                           |                       |